# آدریان موتو
آدریان موتو (انگلیسی: Adrian Mutu؛ زاده ۸ ژانویهٔ ۱۹۷۹) مربی فوتبال و بازیکن سابق رومانیایی است. به عنوان بازیکن، او در پست هافبک هجومی یا مهاجم بازی می کرد.